# Niansanarié
Niansanarié is een gemeente (commune) in de regio Mopti in Mali. De gemeente telt 4700 inwoners (2009).
De gemeente bestaat uit de volgende plaatsen:
- Flaco
- Kéké (hoofdplaats)
- M'Biabougou
- Manta
- N'Djibougou
- N'Golla